# Ранцидифікація
Ранцидифікація (англ. Rancidification [Архівовано 2 травня 2021 у Wayback Machine.]) — це процес повного або неповного окислення або гідролізу жирів і масел під впливом повітря, світла або вологи або бактеріальною дією, що призводить до неприємного смаку та запаху. Зокрема, він є гідролізом або самоокисленням жирів в короткому ланцюгу альдегідів і кетонів , які є небажаними за смаком і запахом.  Коли ці процеси відбуваються в їжі, можуть виникати небажані запахи та смаки.
Однак у певних випадках запахи можуть бути бажаними (як у витриманих сирах ).  У переробленому м’ясі ці смаки в сукупності відомі як згірклий смак [Архівовано 22 січня 2022 у Wayback Machine.].
Ранцидифікація також може погіршити харчову цінність їжі, оскільки деякі вітаміни чутливі до окислення.  Подібно до ранцидифікації, окислювальна деструкція також відбувається в інших вуглеводнях, таких як мастила , палива та мастильно-холодильної рідини.

## Види

### Гідролітичний
Гідролітична ранцидифікація відноситься до запаху, який виникає при гідролізі тригліцеридів і виділенні вільних жирних кислот. Ця реакція ліпідів з водою може вимагати каталізатора , що призводить до утворення вільних жирних кислот та гліцерину . Зокрема, коротколанцюгові жирні кислоти, такі як масляна кислота , є смердючими.  Коли утворюються коротколанцюгові жирні кислоти, вони самі служать каталізаторами, додатково прискорюючи реакцію, формально — автокаталіз. 

### Окислювальний
Окислювальна ранцидифікація пов’язана з деструкцією кисню у повітрі. У подвійних зв'язках з ненасиченою жирною кислотою можуть бути розщеплені вільно-радикальними реакціями з участю молекулярного кисню. Ця реакція спричиняє виділення шкідливих та сильно летючих альдегідів та кетонів . Через природу вільнорадикальних реакцій реакція каталізується сонячним світлом. Окислення в основному відбувається з ненасиченими жирами. Наприклад, навіть якщо м’ясо витримується в холодильнику або в замороженому стані, поліненасичений жир буде продовжувати окислюватися і повільно ранцидифікуватися. Процес окислення жиру, що потенційно може призвести до ранцидифікування, починається відразу після забою тварини, а м’язовий, внутрішньом’язовий, міжм’язовий та поверхневий жир потрапляють під вплив кисню повітря. Цей хімічний процес триває під час зберігання в замороженому режимі, хоча повільніше при нижчій температурі. Окисного ранцидифікування можна запобігти за допомогою світлостійкої упаковки, безкисневої атмосфери (герметичної ємності) та додаванням антиоксидантів .

### Мікробний
Мікробна ранцидифікація відноситься до процесу, що залежить від води, при якому мікроорганізми, такі як бактерії або пліснява, використовують свої ферменти, такі як ліпаза, для розщеплення жиру.  Пастеризація та або додавання антиоксидантних інгредієнтів, таких як вітамін Е, може зменшити цей процес, знищуючи або інгібуючи мікроорганізми.